# Jean Carlos
Jean Carlos Silva Rocha (ur. 10 maja 1996 w Pracie) – hiszpańsko-brazylijski piłkarz, występujący na pozycji lewego lub prawego skrzydłowego, od 2022 w polskim klubie Raków Częstochowa.

## Kariera klubowa
Karierę piłkarską rozpoczął w lokalnych zespołach z miast Prata i Uberaba w stanie Minas Gerais. W wieku 11 lat przeniósł się z rodziną na Teneryfę, gdzie trenował w klubie CD Yanira. Następnie szkolił się w CD Tenerife, skąd otrzymywał powołania do nieoficjalnych reprezentacji Teneryfy oraz Wysp Kanaryjskich. W 2009 roku odbył zakończone niepowodzeniem testy w Atlético Madryt, po których pozostał w Madrycie w szkółce klubu CD Parla Escuela. Latem 2010 roku przeniósł się do akademii Realu Madryt, gdzie przeszedł przez pięć kolejnych kategorii juniorskich. W sezonie 2015/16 został  włączony do składu Realu Madryt Castilla i wkrótce po tym wypożyczony do CF Fuenlabrada (Segunda División B), gdzie zaliczył 18 ligowych występów i strzelił jednego gola.
Latem 2016 roku przeniósł się do Granada CF. W trakcie pobytu w tym klubie występował w zespole rezerw, rywalizującym w Segunda División B. 19 maja 2017 zanotował jedyny występ w Primera División w meczu przeciwko RCD Espanyol (1:2), wchodząc na boisko w 60 minucie za Andreasa Pereirę. Po sezonie 2018/19 władze klubu zdecydowały się nie przedłużać jego wygasającego kontraktu. W lipcu 2019 roku jako wolny agent podpisał dwuletnią umowę z Wisłą Kraków. 20 lipca zadebiutował w Ekstraklasie w przegranym 0:1 meczu ze Śląskiem Wrocław.

## Kariera reprezentacyjna
W maju 2015 roku znalazł się w składzie reprezentacji Brazylii U-20 na Mistrzostwa Świata 2015 w Nowej Zelandii. Na turnieju tym zanotował pięć występów, w których zdobył jednego gola, i dotarł z Brazylią do finału, przegranego po dogrywce 1:2 z Serbią.

## Życie prywatne
W wieku 11 lat przeprowadził się z matką i bratem na Teneryfę (Hiszpania). Posiada paszport brazylijski oraz hiszpański.

## Sukcesy
Brazylia U-20
- Wicemistrzostwo świata: 2015

### Raków Częstochowa
- Mistrzostwo Polski: 2022/2023[11]